# LGA 1954
LGA 1954 — сокет для настільних процесорів Nova Lake-S, який розробляється компанією Intel. Очікується, що він вийде у другій половині 2026 року.
Він очікує схожі розміри і відстань між отворами для встановлення кулерів для LGA 1851 тобто і для LGA 1700. Ймовірно кулери для LGA1700 і LGA1851 підходитимуть для Nova Lake-S без потреби в новому монтажному комплекті.
Фізичні розміри LGA 1954 становлять 46×37,5 мм, що збігається з розмірами LGA1700 та LGA1851.
LGA 1954 замінить поточний LGA1851, який вийшов 2024 року з процесорами Arrow Lake-S (Core Ultra 200/300) і має досить короткий життєвий цикл — тільки 1 покоління ЦП.
Роз'єм LGA 1954 підтримуватиме винятково пам'ять типу DDR5.